# 佐々木雄太
佐々木 雄太（ささき ゆうた、1943年4月20日 - ）は、日本の政治学者。名古屋大学名誉教授。専攻は、イギリス政治外交史。北海道函館市生まれ。

## 経歴
出典。
1966年、京都大学法学部卒業。1968年、京都大学大学院法学研究科政治学専攻修士課程修了。1969年、京都大学大学院法学研究科政治学専攻博士課程中退。
大分大学助手、同講師、同助教授を経て、1984年より名古屋大学法学部助教授。1985年、名古屋大学法学部教授。1988年、名古屋大学法学博士（学位論文「三〇年代イギリス外交戦略：帝国防衛と宥和の論理」」）。
2004年、名古屋大学定年退官、同大学名誉教授。
2004年から2012年まで愛知県立大学学長。2012年から2017年まで名古屋経済大学学長。
2021年瑞宝中綬章受章。

## 社会的活動
- 日本学術振興会グローバルCOEプログラムプログラム委員会委員

## 著書

### 単著
- 『30年代イギリス外交戦略――帝国防衛と宥和の論理』（名古屋大学出版会, 1987年）
- 『イギリス帝国とスエズ戦争――植民地主義・ナショナリズム・冷戦』（名古屋大学出版会, 1997年）
- 『国際政治史――世界戦争の時代から21世紀へ』（名古屋大学出版会, 2011年）

### 編著
- 『イギリス帝国と20世紀（3）世界戦争の時代とイギリス帝国』（ミネルヴァ書房, 2006年）

### 共編著
- （木畑洋一）『イギリス外交史』（有斐閣, 2005年）

### 翻訳
- オッド・アルネ・ウェスタッド『グローバル冷戦史――第三世界への介入と現代世界の形成』（名古屋大学出版会, 2010年）